# Bahía de los Ángeles (Francia)
La bahía de los Ángeles (en francés: baie des Anges) es una bahía marítima perteneciente al mar Mediterráneo. Se ubica en la costa sureste de Francia, dentro de la región de Provenza-Alpes-Costa Azul. En sus aproximadamente 7 kilómetros de litoral, la bahía linda con la ciudad de Niza, constituyéndose como un punto turístico de los más importantes en la zona. La entrada marítima que conforma la bahía se ubica entre la extensión de tierra donde se encuentra el aeropuerto de Niza, próximo a la localidad de Saint-Laurent-du-Var, al oeste; y el monte Boron al este.

## Toponimia
El nombre de la bahía se debe a una especie de tiburón conocido comúnmente como angelote o tiburón ángel. El cual proliferaba en la zona antes de la irrupción del tráfico marítimo.